# Der Navigator
Der Navigator (Alternativtitel: Buster Keaton, der Matrose, Über, auf und unterm Meere, Die Kreuzfahrt der Navigator, Der Schiffbruch, Auf hoher See, Buster Keaton – Der Seefahrer) ist eine Stummfilmkomödie von und mit Buster Keaton aus dem Jahr 1924. Der Film zählt zu Keatons erfolgreichsten Produktionen und brachte ihm den Durchbruch zu den beliebtesten Komikern seiner Zeit. Der Film wurde 2018 in das National Film Registry aufgenommen.

## Handlung
Rollo Treadway, ein verwöhnter, weltfremder Millionärssohn, beschließt eines Morgens, die Nachbarin Betsy O’Brien, Tochter eines reichen Reeders, zu heiraten. Noch am gleichen Tag macht er ihr unvermittelt einen Heiratsantrag, den sie allerdings irritiert ablehnt. Die bereits geplante Ozeanreise in die Flitterwochen will der tief enttäuschte Rollo dennoch antreten. Doch er quartiert sich versehentlich auf dem falschen Schiff ein: Die Navigator wurde von John O’Brien kürzlich an einen kleinen Staat verkauft – nun trachten feindliche Spione nach deren Vernichtung, bevor die Mannschaft an Bord gehen kann. Am Hafen wird Betsys Vater überfallen, und während Betsy auf der Navigator verzweifelt nach ihm sucht, machen die Spione die Leinen des Schiffes los.
Rollo und Betsy glauben sich nun allein an Bord des auf offener See treibenden, verlassenen Ozeankreuzers. Das Wiedersehen ist zwar angesichts der unüberschaubaren Ausmaße des Schiffes mit einigen Mühen verbunden, aber umso überraschender. Zunächst gibt es zwischen den beiden eine wilde Verfolgungsjagd durch das Schiff, sie kommen aber wieder zur Ruhe. Die beiden Verwöhnten haben zunächst einige Schwierigkeiten, mit der ungewohnten Situation zurechtzukommen: Selbst das Frühstück zuzubereiten offenbart sich als schier unlösbare Aufgabe. Als ein rettungsversprechendes Schiff naht, hissen sie unwissentlich die Quarantäneflagge und verjagen es.
In der Nacht macht sich auf dem Kreuzer gespenstische Stimmung breit, als sich alle Türen wie von Geisterhand gleichzeitig öffnen und schließen, plötzlich Musik aus einem Grammophon erklingt oder sich die Kerzen als Feuerwerkskörper herausstellen. Tatsächlich haben diese Phänomene natürliche Ursachen. Nach einigen Wochen auf hoher See ist es beiden gelungen, sich gemütlich auf dem Schiff einzurichten und dazu noch hilfreiche Erfindungen zu machen.
Schließlich kommt Land in Sicht. Erschrocken müssen sie beim Blick durch das Fernglas aber feststellen, dass sie gerade auf eine Kannibaleninsel zutreiben. Unweit der Küste läuft die Navigator auf Grund; in die Außenhülle wird ein Leck gerissen. Um nicht zu sinken, muss Rollo das Leck von außen und in einem schweren Taucheranzug reparieren. Während er am Meeresgrund arbeitet und mit Schwertfischen ficht, schleichen Kannibalen auf das Schiff, kappen den Luftschlauch und entführen Betsy auf die Insel. Umringt von den Wilden, durchlebt Betsy Todesangst, als plötzlich Rollo im Taucheranzug aus dem Wasser auftaucht und dann langsam auf den Strand zuschreitet. Die bizarre Erscheinung schlägt die Kannibalen in die Flucht. Rollo und Betsy retten sich wieder auf die Navigator, indem sie den von den Gewichten befreiten Taucheranzug als eine Art Schlauchboot nutzen.
Doch die Kannibalen kehren zurück und machen sich nun mit sämtlichen Einbäumen daran, die Navigator zu stürmen. Das Pärchen verteidigt sich zunächst erfolgreich mit Feuerwerkskörpern und Kokosnüssen, ist aber schließlich den wilden Horden unterlegen, die das Schiff entern. Rollo und Betsy flüchten auf das Wasser, geben aber schließlich resigniert auf und werfen den Rettungsring beiseite. Doch kaum sind beide, eng umschlungen, unter der Wasseroberfläche versunken, tauchen sie wie durch Magie wieder auf: Sie befinden sich auf einem auftauchenden U-Boot, in das sie sich nun retten – und wo Rollo endlich den ersehnten, schüchternen Kuss von seiner Angebeteten bekommt.

## Produktion
Nachdem Sherlock Jr. nur mäßig erfolgreich von Publikum und Kritik angenommen wurde, suchte das Team um Buster Keaton nach einem erfolgversprechenden Stoff für den nächsten Film. Keaton charterte das frühere Transportschiff der U.S. Army, die USAT Buford, für drei Monate und entwickelte um das  Schiff die Geschichte von The Navigator.
Wie bei allen Langfilmen Keatons sollte die Rahmenhandlung dramatisch aufbereitet sein, um die Geschichte und ihre Gags auf eine glaubwürdige Basis zu stellen. Die Szene der Spione im Prolog sollte spannend, die Kannibalen am Ende des Films authentisch wirken. Daher verpflichtete Keaton mit Donald Crisp einen Regisseur, der mit Filmdramen einige Erfahrung hatte. Überraschenderweise entwickelte dieser im Laufe der Dreharbeiten eine große Lust an komödiantischen Ideen und überdrehten Einfällen. Als Kathryn McGuire im Film aus ihrer Bewusstlosigkeit erwachen und sich entführt im Kreis wilder Kannibalen wiederfinden sollte, inszenierte Crisp laut Keatons Erzählung, dass es die stinkenden Käsefüße der Kannibalen sind, die sie aus der Bewusstlosigkeit reißen. Keaton, der burleskes Spiel auch in seinen komödiantischen Szenen ablehnte, trennte sich schließlich von Crisp und drehte alle dramatisch gedachten Szenen neu, diesmal unter eigener Regie. Crisp, der auch ein später oscarprämierter Schauspieler war, hatte im Film einen Cameo-Auftritt: Er ist auf dem Porträt, vor dem sich Betsy so fürchtet, als rauer Seemann zu sehen.
Als schwierig zu realisieren gestalteten sich die Unterwasserszenen. Im Film sollte Keaton in einem schweren Taucheranzug ein Leck im Bug des Schiffes von außen reparieren. Die Dreharbeiten fanden in einem eigens eingerichteten Becken statt und zogen sich über einen Monat hin: „Ich konnte nur jeweils dreißig Minuten unten bleiben, denn die Kälte des Wassers dringt dir bis in die Nieren. Nach etwa einer halben Stunde beginnt man steif zu werden. Man will dann nur noch rauf und raus.“
Die Produktionskosten bewegten sich mit 220.000 $ (3.487.000 Euro) im Schnitt der meisten Komödien Keatons, die stets rund ein Drittel teurer waren als vergleichbare, dramatische Spielfilme jener Zeit. Der Erfolg war jedoch überwältigend, das Einspielergebnis sollte eines der besten aller Komödien aus den Keaton-Studios bleiben und nur von Battling Butler (1926) übertroffen werden. Zuvor schon ein populärer Komiker, schloss Keaton mit The Navigator zu den beliebtesten Komikern seiner Zeit, Charlie Chaplin und Harold Lloyd, auf.
Das Setdesign übernahm im Übrigen Fred Gabourie.